# HypoVereinsbank
UniCredit Bank GmbH, meglio nota come HypoVereinsbank o HVB, è una banca tedesca con sede a Monaco di Baviera facente parte del gruppo UniCredit.

## Caratteristiche
La HVB è la sesta istituzione finanziaria privata tedesca ed è anche la seconda retail bank  in Germania, con una presenza molto forte in Baviera. Le sue partecipazioni azionarie comprendono il 94,98% di Bank Austria Creditanstalt AG ed il 79,5% di Bank BPH SA (la terza banca polacca). Attraverso la sua sussidiaria Bank Austria è leader di mercato in Austria.
Il gruppo ha circa 2100 filiali, più di 8,5 milioni di clienti e circa 66 500 dipendenti. I mercati più importanti sono la Germania, l'Austria e l'Europa Centrale ed Orientale.
Fa parte del Cash Group con la Deutsche Bank, la Dresdner Bank, la Commerzbank e la Deutsche Postbank.
L'acquisizione di HVB da parte di UniCredit si è conclusa il 24 novembre 2005. L'OPA prevedeva un'offerta di cinque nuove azioni Unicredit per ogni azione della HypoVereinsbank ed è stata accettata da azionisti rappresentanti il 93,93% del totale dell'azionariato HVB.